# Kính râm tráng gương

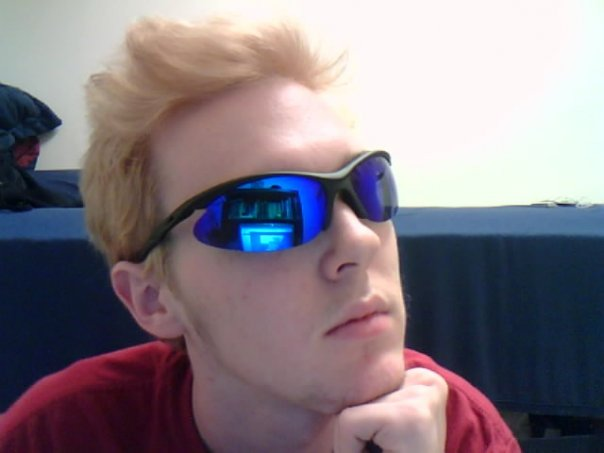
Kính râm tráng gương

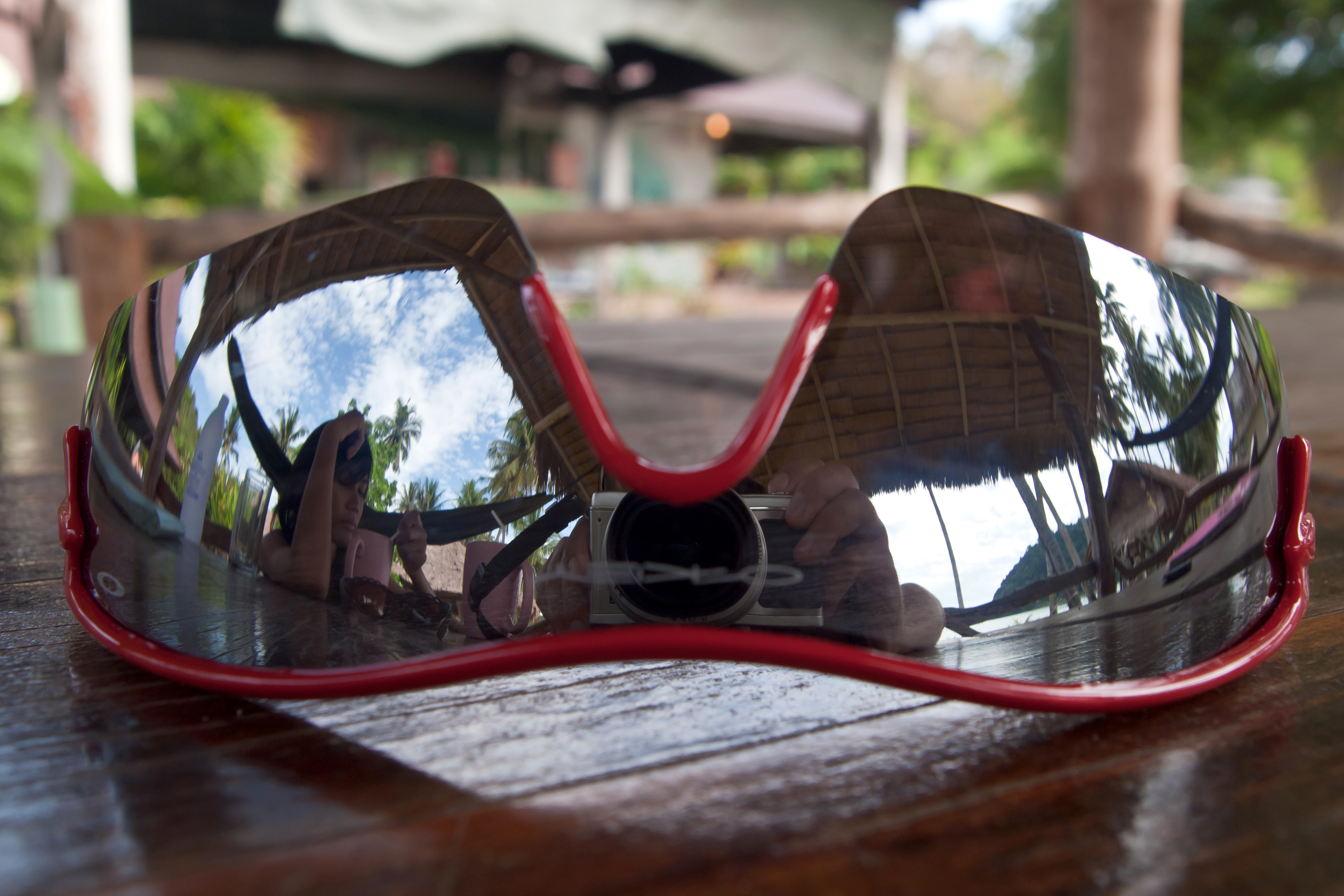

Kính râm tráng gương là kính râm có lớp phủ quang học phản chiếu (được gọi là lớp tráng gương hoặc lớp phủ flash) ở bên ngoài ống kính để làm cho chúng trông giống như những chiếc gương nhỏ. Các ống kính thường mang lại cho tầm nhìn của người đeo một màu nâu hoặc xám. Lớp phủ gương làm giảm lượng ánh sáng đi qua thấu kính bị mờ thêm 10-60%, khiến nó đặc biệt hữu ích trong điều kiện nhiều cát, nước, tuyết và độ cao. Kính râm gương là gương một chiều. 
Màu sắc của lớp tráng gương không phụ thuộc vào sắc độ của tròng kính. Nó được xác định bởi độ dày và cấu trúc của lớp tráng.
Sự nổi tiếng của kính râm tráng gương khi các sĩ quan cảnh sát ở Hoa Kỳ dùng nó đã mang lại cho họ biệt danh "sắc thái cảnh sát". Hai kiểu phổ biến nhất cho các loại này là ống kính kép được đặt trong khung kim loại (thường bị nhầm lẫn với Aviators) và "Wraparound" (một ống kính đơn, nhẵn, tròn, che cả hai mắt và nhiều vùng trên cùng một khuôn mặt được bao phủ bởi kính bảo vệ, kết hợp với khung nhựa tối thiểu và một miếng nhựa duy nhất dùng làm miếng đệm mũi). Kính râm Wraparound cũng khá phổ biến trong thế giới thể thao mạo hiểm.
Phiên bản đơn giản nhất của lớp phủ gương là một lớp màng mỏng lắng đọng của kim loại phù hợp, thường được điều chế bằng lắng đọng chùm ion, lắng đọng phún xạ hoặc lắng đọng hơi. Tuy nhiên, loại lớp phủ này rất dễ bị trầy xước, và xuống cấp, đặc biệt là trong môi trường ăn mòn như nước muối.
Lớp phủ phản chiếu hiện đại hơn thường có một số lớp dày xen kẽ, được làm bằng vật liệu điện môi và đôi khi là kim loại. Lớp kim loại có thể được chế tạo từ titan, niken hoặc crom hoặc từ một hợp kim như Nichrome hoặc Inconel và có độ dày từ 0,5 đến 9 nanomet. Lớp điện môi bao gồm một oxit thích hợp, ví dụ oxit crom, silic điôxit hoặc titan dioxide; độ dày của nó xác định tính chất phản xạ của gương điện môi thu được. Quá trình sản xuất tương tự như tạo lớp phủ chống phản chiếu, và lớp phủ gương và phản quang có thể được lắng đọng trong cùng một chuỗi các hoạt động.

## Lợi ích
Bao gồm các lợi ích sau:
- Bảo vệ mắt tốt hơn các loại kính râm khác. Kính râm thông thường thiết kế để ngăn chận tía sáng UV có hại vào mắt đồng thời giảm lượng ánh sáng vào mắt đến 85%. Điều nầy có nghĩa là chỉ có 15% lượng ánh sáng được phép vào đến mắt, nên bạn cảm nhận được dễ chịu, mát mắt. Kính râm tráng gương có chức năng bảo vệ giống như kính râm bình thường nhưng được phủ thêm lớp mirror coating có tác dụng ngăn thêm 10-60% tùy nhà sản xuất. Lượng ánh sáng vào mắt ít hơn điều nầy có nghĩa là đôi mắt bạn cảm thấy dịu mát hơn nhất là trong điều kiện trời nắng gắt. Nói tóm lại kính tráng gương bảo vệ mắt tốt hơn trong môi trường thời tiết khắc nghiệt như ở trên núi, sa mạc. Do đặc tính tiện ích nầy kính râm tráng gương được hầu hết các vận động viên thể thao ưa thích cho các buổi tập luyện hàng giờ trong môi trường nắng chói.
- Tạo phong các thời trang hiện đại. Lớp phủ mirror coating tạo những hiệu ứng ánh sáng nhiều màu sắc vui nhộn giúp cho gương mặt phụ nữ cuốn hút và nổi bật hơn. Đây là lý do vì sao bạn thấy các ngôi sao điện ảnh, ca sỉ đều ưu thích đeo loại kính râm nầy. Kính râm tráng gương được thiết kế đa dạng màu sắc tươi trẻ rất tiện lợi cho các bạn gái phối đồ cùng các phụ kiện khác tạo nên đa dạng phong cách thời trang hiện đại.
- Che giấu nội tâm: Kính tráng gương phản chiều ánh sáng theo một chiều giống như tấm gương soi mặt. Khi đeo kính bạn có thể vừa nhìn vừa nói chuyện với bạn bè, nhưng không ai có thể nhìn xuyên qua đôi mắt bạn ngoại trừ một thế giới nhỏ xung quanh phản chiếu trên tròng kính. Phụ nữ cũng hay thích đặc tính nầy để che đậy những khuyết điểm hay sự mỏi mệt của đôi mắt chưa được trang điểm.